# Ryan Sclater
Ryan Joseph Sclater (New Westminster, 10 febbraio 1994) è un pallavolista canadese, opposto del Tours.

## Palmarès

### Club
- Campionato polacco: 1

2023-24